# Langues à Bahreïn
La langue officielle à Bahreïn est l'arabe, bien que dans sa forme standard, appelée arabe standard moderne, il n'est la langue maternelle que de 1 % des Bahreïniens, mais sert de langue véhiculaire parmi les arabophones de dialectes différents, tandis que l'anglais, qui est l'ancienne langue coloniale et qui n'est la langue maternelle que de 1 % des Bahreïniens, est très largement utilisé et sert de langue véhiculaire parmi les non arabophones. L'arabe bahreïnien est le dialecte le plus parlé à Bahreïn (57 % de la population du pays, soit 400 000 Bahreïniens en 2004) parmi les multiples dialectes de la langue arabe. Parmi la population non-bahreïnienne, de nombreuses personnes parlent persan, la langue officielle de l'Iran, ou ourdou, celle du Pakistan. Les langues indiennes, le malayalam et l'hindi principalement, sont également largement parlées par la communauté expatriée,. La plupart des entreprises et institutions commerciales, ainsi que les panneaux de signalisations, sont bilingues et proposent des indications à la fois en arabe et en anglais.
L'anglais du Golfe est largement utilisé et sert de langue véhiculaire, bien que l'anglais, l'ancienne langue coloniale, ne soit la langue maternelle que de 1 % des Bahreïniens. Le dialecte persan du sud, « Bushehr » est parlé surtout par les Bahreïnites d’origine ajam. La population a une assez bonne connaissance de l’anglais, de l'hindi et de l’ourdou.
Pour ce qui est des données statistiques sur les langues dans le royaume, le recensement général de la population et de l'habitat de 2010 ne pose aucune question à ce sujet.

## Utilisation des langues sur Internet
|  | 58 |

|  | 40 |

|  | 73 |

|  | 25 |

|  | 75 |

|  | 25 |

| # | Langue  |
| - | ------- |
| 1 | Arabe   |
| 2 | Anglais |